# Dansul soarelui

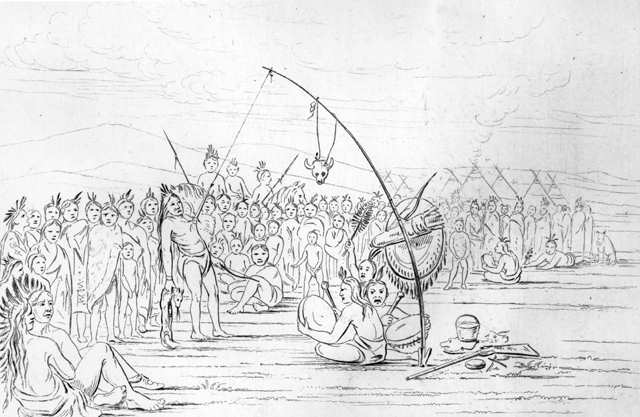
Pictură realizată de George Catlin.

Dansul soarelui este o ceremonire religioasă anuală originară din secolul al XIX-lea practicată de nativii americani. Fiecare trib avea practici și ceremonii diferite, chiar dacă aveau în comun unele dansuri și cântece, pipa păcii, ofrande, sau piercinguri în pielea pieptuli sau a spatelui la bărbați și în brațe la femei.